# Кубок Європи з легкої атлетики 1965
Кубок Європи з легкої атлетики 1965 став першим в історії командним змаганням, в якому брали участь збірні команди країн-членів Європейського комітету Міжнародної аматорської легкоатлетичної федерації.

## Фінальні змагання

### Підсумковий залік
| Місце | Команда         | Очки |
| ----- | --------------- | ---- |
| 1     | СРСР            | 86   |
| 2     | ФРН             | 85   |
| 3     | Польща          | 69   |
| 4     | НДР             | 69   |
| 5     | Франція         | 60   |
| 6     | Велика Британія | 48   |

| Місце | Команда    | Очки |
| ----- | ---------- | ---- |
| 1     | СРСР       | 56   |
| 2     | НДР        | 42   |
| 3     | Польща     | 38   |
| 4     | ФРН        | 37   |
| 5     | Угорщина   | 32   |
| 6     | Нідерланди | 26   |

### Особисті результати

#### Чоловіки
| Дисципліни                | Перше місце                                                | Перше місце | Друге місце                                                                             | Друге місце | Третє місце                                                   | Третє місце |
| ------------------------- | ---------------------------------------------------------- | ----------- | --------------------------------------------------------------------------------------- | ----------- | ------------------------------------------------------------- | ----------- |
| 100 метрів                | Маріан Дудзяк Польща                                       | 10,3        | Манфред Кнікенберг ФРН                                                                  | 10,4        | Гайнц Ербштессер НДР                                          | 10,5        |
| 200 метрів                | Йозеф Шварц ФРН                                            | 21,1w       | Гайнц Ербштессер НДР                                                                    | 21,2w       | Жоселін Делекур Франція                                       | 21,2w       |
| 400 метрів                | Анджей Баденський Польща                                   | 45,9        | Манфред Кіндер ФРН                                                                      | 46,6        | Йоахім Бот НДР                                                | 47,1        |
| 800 метрів                | Франц-Йозеф Кемпер ФРН                                     | 1.50,3      | Юрген Май НДР                                                                           | 1.50,3      | Кріс Картер Велика Британія                                   | 1.50,6      |
| 1500 метрів               | Бодо Тюммлер ФРН                                           | 3.47,4      | Жан Ваду Франція                                                                        | 3.48,0      | Юрген Май НДР                                                 | 3.48,4      |
| 5000 метрів               | Гаральд Норпот ФРН                                         | 14.18,0     | Вітольд Баран Польща                                                                    | 14.20,0     | Дерек Грем Велика Британія                                    | 14.20,4     |
| 10000 метрів              | Микола Дутов СРСР                                          | 28.42,2     | Луц Філіпп ФРН                                                                          | 28.44,8     | Казімеж Зімний Польща                                         | 28.46,0 NR  |
| 110 метрів з бар'єрами    | Анатолій Михайлов СРСР                                     | 13,9        | Марсель Дюр'єз Франція                                                                  | 14,0        | Майк Паркер Велика Британія                                   | 14,5        |
| 400 метрів з бар'єрами    | Робер Пуар'є Франція                                       | 50,8        | Джон Купер Велика Британія                                                              | 50,9        | Райнер Шуберт ФРН                                             | 51,9        |
| 3000 метрів з перешкодами | Віктор Кудинський СРСР                                     | 8.41,0      | Моріс Герріотт Велика Британія                                                          | 8.42,2      | Едвард Шклярчик Польща                                        | 8.42,8      |
| 4×100 метрів              | СРСРЕдвін Озолін Амін Туяков Борис Савчук Микола Політико  | 39,4        | ПольщаАнджей Зелінський Веслав Маняк Едвард Романовський Маріан Дудзяк                  | 39,5        | ФРНГартмут Вільке Герт Мец Дітер Ендерляйн Фріц Оберзібрассе  | 39,5        |
| 4×400 метрів              | ФРНВернер Тіман Єнс Ульбрихт Ганс Райнерман Манфред Кіндер | 3.08,3      | ПольщаСтаніслав Грендзинський Войцех Ліпонський Славомир Новаковський Анджей Баденський | 3.08,7      | СРСРІмант Куклич Віктор Бичков Василь Анисимов Вадим Архипчук | 3.09,0      |
| Стрибки у висоту          | Валерій Брумель СРСР                                       | 2,14        | Вольфганг Шильковські ФРН                                                               | 2,09        | Едвард Черник Польща                                          | 2,07        |
| Стрибки з жердиною        | Вольфганг Нордвіг НДР                                      | 5,00        | Клаус Ленерц ФРН                                                                        | 4,80        | Геннадій Блізнєцов СРСР                                       | 4,80        |
| Стрибки в довжину         | Ігор Тер-Ованесян СРСР                                     | 7,86        | Жан Кошар Франція                                                                       | 7,52        | Ганс-Гельмут Трензе ФРН                                       | 7,51        |
| Потрійний стрибок         | Ганс-Юрген Рюкборн НДР                                     | 16,51 NR    | Олександр Золотарьов СРСР                                                               | 16,40       | Юзеф Шмідт Польща                                             | 16,40       |
| Штовхання ядра            | Микола Карасьов СРСР                                       | 19,19       | Альфред Сосгурник Польща                                                                | 18,37       | П'єр Кольнар Франція                                          | 18,04       |
| Метання диска             | Зенон Бегер Польща                                         | 58,92       | Фріц Кюль НДР                                                                           | 55,92       | Кім Буханцов СРСР                                             | 55,00       |
| Метання молота            | Ромуальд Клим СРСР                                         | 67,68       | Уве Баєр ФРН                                                                            | 67,28       | Мартін Лоц НДР                                                | 65,46       |
| Метання списа             | Яніс Лусіс СРСР                                            | 82,56       | Януш Сідло Польща                                                                       | 81,18       | Манфред Штолле НДР                                            | 79,98       |

#### Жінки
| Дисципліни            | Перше місце                                                            | Перше місце | Друге місце                                                           | Друге місце | Третє місце                                          | Третє місце |
| --------------------- | ---------------------------------------------------------------------- | ----------- | --------------------------------------------------------------------- | ----------- | ---------------------------------------------------- | ----------- |
| 100 метрів            | Єва Клобуковська Польща                                                | 11,3        | Еріка Польманн ФРН                                                    | 11,6        | Галина Митрохіна СРСР                                | 11,6        |
| 200 метрів            | Єва Клобуковська Польща                                                | 23,0        | Інгрід Бекер ФРН                                                      | 24,0        | Віра Попкова СРСР                                    | 24,1        |
| 400 метрів            | Марія Іткіна СРСР                                                      | 54,0        | Гільде Сламан Нідерланди                                              | 54,6        | Гертруд Шмідт НДР                                    | 54,9        |
| 800 метрів            | Ганнелоре Зуппе НДР                                                    | 2.04,3 NR   | Ілья Ламан Нідерланди                                                 | 2.04,6      | Антьє Гляйхфельд ФРН                                 | 2.04,7      |
| 80 метрів з бар'єрами | Ірина Пресс СРСР                                                       | 10,4 WR     | Гундула Діль НДР                                                      | 10,5        | Інге Шелль ФРН                                       | 10,6 NR     |
| 4×100 метрів          | ПольщаТереса Цєпли Ельжбета Колейва Ірена Кіршенштейн Єва Клобуковська | 44,9        | СРСРГалина Митрохіна Віра Попкова Людмила Самотьосова Тетяна Талишева | 45,2        | НДРАнгела Геме Інгрід Тідтке Урсула Бем Гундула Діль | 45,7        |
| Стрибки у висоту      | Таїсія Ченчик СРСР                                                     | 1,70        | Карін Рюгер НДР                                                       | 1,70        | Ярослава Беда Польща                                 | 1,63        |
| Стрибки в довжину     | Тетяна Щелканова СРСР                                                  | 6,63w       | Ірена Кіршенштейн Польща                                              | 6,33w       | Хельга Гоффман ФРН                                   | 6,30w       |
| Штовхання ядра        | Тамара Пресс СРСР                                                      | 18,59 WR    | Ренате Гариш НДР                                                      | 16,96       | Гертруд Шефер ФРН                                    | 16,17       |
| Метання диска         | Йолан Клейбер Угорщина                                                 | 56,74       | Тамара Пресс СРСР                                                     | 54,82       | Інгрід Лоц НДР                                       | 53,82       |
| Метання списа         | Олена Горчакова СРСР                                                   | 58,48       | Марта Рудаш Угорщина                                                  | 55,78       | Аннелізе Герхардс ФРН                                | 52,98       |

## Півфінальний раунд
Півфінальні змагання відбулись 21—22 серпня в норвезькому Осло, італійському Римі та югославському Загребі серед чоловіків, а також в румунській Констанці, французькому Фонтенбло і східнонімецькому Лейпцигу серед жінок. До фіналу виходили по дві найкращі команди з кожної групи.

### Підсумковий залік

#### Чоловіки
| Місце | Команда   | Очки |
| ----- | --------- | ---- |
| 1     | СРСР      | 94   |
| 2     | Франція   | 92   |
| 3     | Угорщина  | 72   |
| 4     | Фінляндія | 64   |
| 5     | Норвегія  | 51   |
| 6     | Бельгія   | 41   |

| Місце | Команда        | Очки |
| ----- | -------------- | ---- |
| 1     | ФРН            | 96   |
| 2     | Польща         | 85   |
| 3     | Чехословаччина | 81   |
| 4     | Італія         | 67   |
| 5     | Болгарія       | 45   |
| 6     | Швейцарія      | 45   |

| Місце | Команда         | Очки |
| ----- | --------------- | ---- |
| 1     | НДР             | 90   |
| 2     | Велика Британія | 89   |
| 3     | Швеція          | 81   |
| 4     | Румунія         | 65   |
| 5     | Югославія       | 52   |
| 6     | Нідерланди      | 41   |

#### Жінки
| Місце | Команда   | Очки |
| ----- | --------- | ---- |
| 1     | СРСР      | 53   |
| 2     | ФРН       | 53   |
| 3     | Румунія   | 49,5 |
| 4     | Югославія | 25,5 |
| 5     | Норвегія  | 25   |
| 6     | Австрія   | 24   |

| Місце | Команда         | Очки |
| ----- | --------------- | ---- |
| 1     | Угорщина        | 50   |
| 2     | Нідерланди      | 47   |
| 3     | Велика Британія | 46   |
| 4     | Франція         | 38   |
| 5     | Болгарія        | 33   |
| 6     | Бельгія         | 14   |

| Місце | Команда        | Очки |
| ----- | -------------- | ---- |
| 1     | НДР            | 58   |
| 2     | Польща         | 56   |
| 3     | Чехословаччина | 39   |
| 4     | Швеція         | 30   |
| 5     | Італія         | 24   |
| 6     | Данія          | 23   |

### Результати переможців

#### Чоловіки
| 100 метрів                | Жоселін Делекур Франція                                          | 10,5       | Манфред Кнікенберг ФРН                                                                  | 10,5    | Гайнц Ербштессер НДР                                                   | 10,5    |
| 200 метрів                | Жоселін Делекур Франція                                          | 21,6       | Серджіо Оттоліна Італія                                                                 | 21,2    | Роб Гемскерк Нідерланди                                                | 21,1    |
| 400 метрів                | Карл-Фредрік Бунес Норвегія                                      | 46,9       | Анджей Баденський Польща                                                                | 46,0    | Майкл Фіцджеральд Велика Британія                                      | 47,0    |
| 800 метрів                | Моріс Люро Франція                                               | 1.48,8     | Франц-Йозеф Кемпер ФРН                                                                  | 1.53,0  | Юрген Май НДР                                                          | 1.47,0  |
| 1500 метрів               | Жан Ваду Франція                                                 | 3.42,2     | Йозеф Одложил Чехословаччина                                                            | 3.45,4  | Юрген Май НДР                                                          | 3.41,3  |
| 5000 метрів               | Мішель Жазі Франція                                              | 14.02,6    | Гаральд Норпот ФРН                                                                      | 14.10,6 | Дерек Грем Велика Британія                                             | 15.35,6 |
| 10000 метрів              | Гастон Рулантс Бельгія                                           | 28.10,6 ER | Казімеж Зімний Польща                                                                   | 29.21,6 | Майк Буллівант Велика Британія                                         | 29.59,2 |
| 110 метрів з бар'єрами    | Анатолій Михайлов СРСР                                           | 13,7       | Едді Оттоз Італія                                                                       | 14,1    | Бо Форссандер Швеція                                                   | 13,9    |
| 400 метрів з бар'єрами    | Робер Пуар'є Франція                                             | 50,6       | Роберто Фріноллі Італія                                                                 | 50,6    | Джон Купер Велика Британія                                             | 51,7    |
| 3000 метрів з перешкодами | Віктор Кудинський СРСР                                           | 8.44,8     | Петр Голас Чехословаччина                                                               | 8.49,2  | Моріс Герріотт Велика Британія                                         | 8.36,2  |
| 4×100 метрів              | ФранціяЖан-Поль Ламбро Ален Рой Клод Пікемаль Жоселін Делекур    | 39,7       | ІталіяЛівіо Берруті Енніо Преатоні Іпполіто Джані Паскуале Джаннатазіо                  | 40,0    | НДРГайнц Ербштрессер Райнер Бергер Гаральд Еггерс Детлеф Левандовські  | 40,3    |
| 4×400 метрів              | ФранціяЖан-П'єр Боккардо Бернар Мартен Мішель Ібло Мішель Сампер | 3.09,8     | ПольщаСтаніслав Грендзинський Славомир Новаковський Войцех Ліпонський Анджей Баденський | 3.08,0  | Велика БританіяМалкольм Ярдлі Джон Ейді Майкл Фіцджеральд Пітер Ворден | 3.09,0  |
| Стрибки у висоту          | Валерій Брумель СРСР                                             | 2,19       | Інгомар Зігарт ФРН                                                                      | 2,11    | К'єлль-Аке Свенссон Швеція                                             | 2,09    |
| Стрибки з жердиною        | Ауліс Кайренто Фінляндія                                         | 4,90       | Клаус Ленерц ФРН                                                                        | 4,90    | Вольфганг Нордвіг НДР                                                  | 4,90    |
| Стрибки в довжину         | Райнер Стеніус Фінляндія                                         | 7,99       | Ганс-Гельмут Трензе ФРН                                                                 | 7,60    | Лінн Девіс Велика Британія                                             | 7,81    |
| Потрійний стрибок         | Олександр Золотарьов СРСР                                        | 16,12      | Юзеф Шмідт Польща                                                                       | 16,34   | Фред Олсоп Велика Британія                                             | 16,15   |
| Штовхання ядра            | Вільмош Вар'ю Угорщина                                           | 18,53      | Альфред Сосгурник Польща                                                                | 18,56   | Дітер Гоффманн НДР                                                     | 18,01   |
| Метання диска             | Кім Буханцов СРСР                                                | 56,66      | Людвік Данек Чехословаччина                                                             | 60,58   | Ларс Хаглунд Швеція                                                    | 56,60   |
| Метання молота            | Ромуальд Клим СРСР                                               | 71,02 ER   | Уве Беєр ФРН                                                                            | 66,52   | Біргер Асплунд Швеція                                                  | 64,06   |
| Метання списа             | Гергей Кульчар Угорщина                                          | 84,18 NR   | Януш Сідло Польща                                                                       | 79,46   | Манфред Штолле НДР                                                     | 80,64   |

#### Жінки
| 100 метрів            | Еріка Польманн ФРН                                             | 11,6   | Маргіт Немесхазі Угорщина                                       | 11,6   | Ельжбета Колейва Польща                                                | 11,7    |
| 200 метрів            | Віра Попкова СРСР                                              | 23,9   | Джанет Сімпсон Велика Британія                                  | 24,2   | Єва Клобуковська Польща                                                | 23,2    |
| 400 метрів            | Генія Марочкіна СРСР                                           | 55,4   | Гільде Сламан Нідерланди                                        | 54,6   | Гертруд Шмідт НДР                                                      | 53,8 NR |
| 800 метрів            | Генія Марочкіна СРСР                                           | 2.10,1 | Енн Сміт Велика Британія                                        | 2.08,1 | Ганнелоре Зуппе НДР                                                    | 2.07,0  |
| 80 метрів з бар'єрами | Інге Шель ФРН                                                  | 10,6   | Снєжана Керкова Болгарія                                        | 11,1   | Гундула Діль НДР                                                       | 10,7    |
| 4×100 метрів          | ФРНГерлінде Байрішен Ганнелоре Швенти Інге Шель Еріка Польманн | 45,4   | УгорщинаЕрсебет Гельдт Маргіт Немесхазі Іда Суч Аннамарія Ковач | 46,1   | ПольщаТереса Цєпли Ельжбета Колейва Ірена Кіршенштейн Єва Клобуковська | 45,0    |
| Стрибки у висоту      | Йоланда Балаш Румунія                                          | 1,80   | Мар'ян Томас Нідерланди                                         | 1,70   | Карін Рюгер НДР                                                        | 1,70    |
| Стрибки в довжину     | Віоріка Віскополяну Румунія                                    | 6,52   | Коррі Баккер Нідерланди                                         | 6,22   | Ірена Кіршенштейн Польща                                               | 6,35    |
| Штовхання ядра        | Галина Зибіна СРСР                                             | 17,05  | Юдіт Богнар Угорщина                                            | 15,35  | Ренате Гаріш НДР                                                       | 16,32   |
| Метання диска         | Лізель Вестерманн ФРН                                          | 53,88  | Юдіт Штугнер Угорщина                                           | 54,84  | Їржина Немцова Чехословаччина                                          | 52,54   |
| Метання списа         | Міхаела Пенеш Румунія                                          | 55,54  | Марта Рудаш Угорщина                                            | 53,06  | Власта Грбкова Чехословаччина                                          | 51,00   |

## Попередній раунд
Змагання попереднього раунду проходили 26—27 червня у нідерландському Енсхеде та австрійському Відні серед чоловічих команд. До півфіналу виходили найкращі команди з кожної групи.

### Підсумковий залік
| Місце | Команда    | Очки |
| ----- | ---------- | ---- |
| 1     | Нідерланди | 60   |
| 2     | Іспанія    | 58   |
| 3     | Данія      | 49   |
| 4     | Португалія | 33   |

| Місце | Команда    | Очки |
| ----- | ---------- | ---- |
| 1     | Швейцарія  | 62   |
| 2     | Австрія    | 61   |
| 3     | Греція     | 47   |
| 4     | Люксембург | 27   |

### Результати переможців
| 100 метрів                | Роб Гемскерк Нідерланди                                 | 10,6    | Герт Нестер Австрія                                        | 10,8    |
| 200 метрів                | Роб Гемскерк Нідерланди                                 | 21,2    | Герт Нестер Австрія                                        | 21,8    |
| 400 метрів                | Фред ван Герпен Нідерланди                              | 47,0    | Жан-Луї Деклу Швейцарія                                    | 47,7    |
| 800 метрів                | Альберто Естебан Іспанія                                | 1.49,0  | Рудольф Клабан Австрія                                     | 1.50,6  |
| 1500 метрів               | Герд Ларсен Данія                                       | 3.54,8  | Фолькер Тульцер Австрія                                    | 3.46,7  |
| 5000 метрів               | Но Опденордт Нідерланди                                 | 14.17,8 | Георгіос Месімерцис Греція                                 | 14.32,6 |
| 10000 метрів              | Маріано Аро Іспанія                                     | 30.16,4 | Ніколаос Авіакотіс Греція                                  | 32.01,6 |
| 110 метрів з бар'єрами    | Оле Кайберг Данія                                       | 15,0    | Флоренцо Маркезі Швейцарія                                 | 14,6    |
| 400 метрів з бар'єрами    | Тімен Венебур Нідерланди                                | 53,6    | Стеліо Конконі Швейцарія                                   | 53,5    |
| 3000 метрів з перешкодами | Хав'єр Альварес Сальгадо Іспанія                        | 8.46,0  | Манфред Віхер Австрія                                      | 9.05,2  |
| 4×100 метрів              | НідерландиПіт Таммінга Лео де Вінтер Попма Роб Гемскерк | 40,1    | ШвейцаріяМакс Барандун Ганс Хенгер Мартін Сутер            | 41,6    |
| 4×400 метрів              | Нідерланди???                                           | 3.13,8  | ШвейцаріяЖан-Луї Деклу Ганс-Йорг Боссгард Монтальбетті ??? | 3.14,3  |
| Стрибки у висоту          | Луїс Марія Гарріга Іспанія                              | 2,01    | Рене Маурер Швейцарія                                      | 1,94    |
| Стрибки з жердиною        | Ігнасіо Сола Іспанія                                    | 4,40    | Христос Папаніколау Греція                                 | 4,80    |
| Стрибки в довжину         | Луїс Феліпе Арета Іспанія                               | 7,47    | Дімітріос Магларас Греція                                  | 7,17    |
| Потрійний стрибок         | Луїс Феліпе Арета Іспанія                               | 15,50   | Панайотіс Кацеріс Греція                                   | 14,93   |
| Штовхання ядра            | Сес ван Вес Нідерланди                                  | 16,26   | Георгіос Цаканікас Греція                                  | 16,85   |
| Метання диска             | Сес Кох Нідерланди                                      | 50,02   | Хеймо Райніцер Австрія                                     | 53,11   |
| Метання молота            | Хосе Отеро Іспанія                                      | 58,26   | Клаус Вінтер Австрія                                       | 61,71   |
| Метання списа             | Клаус Гад Данія                                         | 73,40   | Урс фон Вартбург Швейцарія                                 | 81,39   |

## Відео
- Відеозвіт фінальних змагань серед чоловіків на Кубку Європи на YouTube

## Виступ українців

### Півфінал
| Чоловіки (7) | Чоловіки (7)       | Чоловіки (7) | Чоловіки (7) |
| Місце        | Атлет              | Дисципліна   | Результат    |
| ------------ | ------------------ | ------------ | ------------ |
|              | Віктор Кудинський  | 3000 м з/п   | 8.44,8       |
|              | Василь Анисимов    | 400 м з/б    | 51,0         |
|              | Вадим Архипчук     | 4×400 м      | 3.09,9       |
|              | Василь Анисимов    | 4×400 м      | 3.09,9       |
|              | Леонід Барковський | довжина      | 7,92         |
|              | Віктор Ліпсніс     | ядро         | 18,40        |
|              | Вадим Архипчук     | 400 м        | 47,4         |
|              | Геннадій Блізнєцов | жердина      | 4,80         |
|              | Іван Бєлицький     | 1500 м       | 3.46,2       |

| Жінки (1) | Жінки (1)       | Жінки (1)  | Жінки (1) |
| Місце     | Атлетка         | Дисципліна | Результат |
| --------- | --------------- | ---------- | --------- |
|           | Генія Марочкіна | 400 м      | 55,4      |
|           | Генія Марочкіна | 800 м      | 2.10,1    |

### Фінал
| Чоловіки (4) | Чоловіки (4)       | Чоловіки (4) | Чоловіки (4) |
| Місце        | Атлет              | Дисципліна   | Результат    |
| ------------ | ------------------ | ------------ | ------------ |
|              | Віктор Кудинський  | 3000 м з/п   | 8.41,0       |
|              | Вадим Архипчук     | 4×400 м      | 3.09,0       |
|              | Василь Анисимов    | 4×400 м      | 3.09,0       |
|              | Геннадій Блізнєцов | жердина      | 4,80         |
|              | Вадим Архипчук     | 400 м        | 47,4         |

| Жінки           | Жінки   | Жінки      | Жінки     |
| Місце           | Атлетка | Дисципліна | Результат |
| --------------- | ------- | ---------- | --------- |
| участі не брали |         |            |           |